# Municipio de Union (condado de Cass, Iowa)
El municipio de Union (en inglés: Union Township) es un municipio ubicado en el condado de Cass en el estado estadounidense de Iowa. En el año 2010 tenía una población de 456 habitantes y una densidad poblacional de 5,04 personas por km².

## Geografía
El municipio de Union se encuentra ubicado en las coordenadas 41°16′57″N 94°51′47″O / 41.28250, -94.86306. Según la Oficina del Censo de los Estados Unidos, el municipio tiene una superficie total de 90.42 km², de la cual 90,4 km² corresponden a tierra firme y (0,03 %) 0,03 km² es agua.

## Demografía
Según el censo de 2010, había 456 personas residiendo en el municipio de Union. La densidad de población era de 5,04 hab./km². De los 456 habitantes, el municipio de Union estaba compuesto por el 98,9 % blancos, el 0,22 % eran amerindios, el 0,22 % eran isleños del Pacífico y el 0,66 % eran de una mezcla de razas. Del total de la población el 0,22 % eran hispanos o latinos de cualquier raza.